# Meer (trigram)
Meer is een trigram uit het Chinese Boek van Veranderingen. Het trigram stelt een meer of een moeras voor.
Het ziet er als volgt uit:
```
-- -- 3 Yin
----- 2 Yang
----- 1 Yang

```

Betekenissen van het trigram:
- meer;
- windstreek: het zuidoosten

Met de trigrammen van de I Tjing kunnen de hexagrammen worden samengesteld.